# Hammaptera requisitata
Hammaptera requisitata är en fjärilsart som beskrevs av W. Warren 1900. Hammaptera requisitata ingår i släktet Hammaptera och familjen mätare. Inga underarter finns listade i Catalogue of Life.